# Bonjeania angelikae
Bonjeania angelikae är en tvåvingeart som beskrevs av Winterton, Skevington, Irwin och Yeates 2000. Bonjeania angelikae ingår i släktet Bonjeania och familjen stilettflugor. Inga underarter finns listade.